# Hang Me Up to Dry
Hang Me Up to Dry - singiel zespołu Cold War Kids, pochodzący z ich debiutanckiej płyty Robbers & Cowards. Miał premierę 29 stycznia 2007 roku.
Utwór uplasował się na 26. miejscu listy Modern Rock Tracks.

## Spis utworów[2]
1. "Hang Me Up to Dry
2. "Every Valley Is Not A Lake
3. "Well Well Well"
4. "Heavy Boots"